# Jazzamor
Jazzamor è un duo musicale tedesco formato da Bettina Mischke e Roland Grosch. la loro musica combina elementi di lounge, jazz e bossa nova.

## Formazione

### Formazione attuale
- Bettina Mischke
- Roland Grosch

## Discografia

### Studio albums
- Lazy Sunday Afternoon (2003, Blue Flame Records)
- Piece of my Heart (2004, Blue Flame Records)
- Travel... (2006, Blue Flame Records)
- Beautiful Day (2007, Blue Flame Records)
- Selection - Songs for a Beautiful Day (2008, Blue Flame Records/Rough Trade)
- Lucent Touch (2011)